# Домашки
Домашки (біл. вёска Домашкы) — село в складі Березинського району Мінської області, Білорусь. Село підпорядковане Поплавській сільській раді, розташоване в східній частині області.